# Rai, Berejanî
Rai (în ucraineană Рай) este un sat în orașul raional Berejanî din regiunea Ternopil, Ucraina.

## Demografie
Componența lingvistică a localității Rai
     Ucraineană (99,34%)
     Alte limbi (0,66%)
Conform recensământului din 2001, majoritatea populației localității Rai era vorbitoare de ucraineană (99,34%), existând în minoritate și vorbitori de alte limbi.